# Zasada proweniencji
Zasada proweniencji - zdefiniowana została w 1898 roku przez Samuela Mullera, Johana Adriana Feitha i Roberta Fruina. Jest to naczelna i naturalna zasada archiwalna, stosowana powszechnie. Została zaakceptowana w 1910 przez I Międzynarodowy Kongres Archiwistów i Bibliotekarzy w Brukseli.
W Polsce nazywana również zasadą przynależności zespołowej. Zasada proweniencji jest to poszanowanie związku zachodzącego między: 
- aktami zespołu archiwalnego a kancelarią, która ów zespół utworzyła,
- poszczególnymi dokumentami zespołu lub jego części między sobą.